# 密香醉鱼草
密香醉鱼草（学名：Buddleja candida）是玄参科醉鱼草属的植物。分布在印度以及中国大陆的四川、云南、喜马拉雅山、西藏等地，生长于海拔1,000米至2,500米的地区，多生长在山地常绿阔叶林缘以及沟旁灌木丛中。

## 别名
喜马拉雅醉鱼（西藏植物名录） 密香树（西藏通称）